# Hólmar Örn Eyjólfsson
Hólmar Örn Eyjólfsson est un footballeur islandais, né le 6 août 1990 à Sauðárkrókur. Il évolue au poste de défenseur au Valur Reykjavik.

## Biographie
Eyjólfsson participe au championnat d'Europe de football espoirs en 2011 au Danemark, il dispute les trois matches de groupes, lui et son équipe se font éliminer dès le premier tour.
Il obtient sa première sélection avec l'équipe d'Islande le 30 mai 2012 face à la Suède (défaite 3-2) en amical, il remplace Kári Árnason à la 83e minute de jeu.
Il fait partie de la liste des 23 joueurs islandais sélectionnés pour disputer la Coupe du monde de 2018 en Russie. Il n'y jouera aucun des trois matchs de poules face à l'Argentine, le Nigeria et la Croatie. Les Islandais sont éliminés dès la phase de groupes. 

## Statistiques
| Saison    | Club                        | Pays                    | Championnat | Coupes nationales | Coupes d'Europe | Islande  |
| --------- | --------------------------- | ----------------------- | ----------- | ----------------- | --------------- | -------- |
| 2007      | HK Kópavogur                | Úrvalsdeild             | 12 matchs   | -                 | -               | -        |
| 2008      | HK Kópavogur                | Úrvalsdeild             | 7 matchs    | -                 | -               | -        |
| 2008-2009 | West Ham United             | Premier League          | -           | -                 | -               | -        |
| 2009-2010 | Cheltenham Town (prêt)      | League Two              | 4 matchs    | -                 | -               | -        |
| 2009-2010 | KSV Roulers (prêt)          | Pro League              | 9 matchs    | 3 matchs          | -               | -        |
| 2010-2011 | West Ham United             | Premier League          | -           | -                 | -               | -        |
| 2011-2012 | VfL Bochum                  | 2.Bundesliga            | 11 matchs   | -                 | -               | 1 match  |
| 2012-2013 | VfL Bochum                  | 2.Bundesliga            | 16 matchs   | 3 matchs          | -               | -        |
| 2013-2014 | VfL Bochum                  | 2.Bundesliga            | 9 matchs    | 1 match           | -               | -        |
| 2014      | Rosenborg Ballklub          | Eliteserien             | 10 matchs   |                   |                 | 1 match  |
| 2015      | Rosenborg Ballklub          | Eliteserien             | 28 matchs   | 5 matchs          | 13 matchs       | 1 match  |
| 2016      | Rosenborg Ballklub          | Eliteserien             | 27 matchs   | 2 matchs          |                 | 1 match  |
| 2016-2017 | Maccabi Haïfa Football Club | Liga Japanika           | 4 matchs    |                   | 6 matchs        | 2 matchs |
| 2017-2018 | Levski Sofia (prêt)         | Première League Bulgare | 24 matchs   | 4 matchs          |                 | 5 matchs |
| 2018-2019 | Levski Sofia                | Première League Bulgare | 12 matchs   |                   |                 | 1 match  |
| 2019-2020 | Levski Sofia                | Première League Bulgare | 15 matchs   | 1 match           |                 | 1 match  |

Dernière mise à jour le 16 janvier 2020

### Buts internationaux
| Buts internationaux d'Hólmar Örn Eyjólfsson | Buts internationaux d'Hólmar Örn Eyjólfsson | Buts internationaux d'Hólmar Örn Eyjólfsson     | Buts internationaux d'Hólmar Örn Eyjólfsson | Buts internationaux d'Hólmar Örn Eyjólfsson | Buts internationaux d'Hólmar Örn Eyjólfsson | Buts internationaux d'Hólmar Örn Eyjólfsson |
|                                             | Date                                        | Lieu                                            | Adversaire                                  | Score                                       | Résultat                                    | Compétition                                 |
| ------------------------------------------- | ------------------------------------------- | ----------------------------------------------- | ------------------------------------------- | ------------------------------------------- | ------------------------------------------- | ------------------------------------------- |
| 1                                           | 16 janvier 2020                             | Championship Soccer Stadium, Irvine, États-Unis | Canada                                      | 1-0                                         | 1-0                                         | Match Amical                                |